# Гоголевка (Смоленская область)
Гоголевка — деревня в Смоленской области России, в Монастырщинском районе. Административный центр Гоголевского сельского поселения.
Расположена в западной части области в 11 км к юго-востоку от Монастырщины, у автодороги Монастырщина — Хиславичи. Население — 220 жителей (2007 год).

## Инфраструктура
Средняя школа, библиотека, клуб, почта, магазин.

## Достопримечательности
Памятник павшим воинам